# Ardon (Jura)
Ardon é uma comuna francesa na região administrativa de Borgonha-Franco-Condado, no departamento de Jura. Estende-se por uma área de 5,04 km². Em 2010 a comuna tinha 118 habitantes (densidade: 23,4 hab./km²).